# Noriaki Yuasa
Noriaki Yuasa (湯浅憲明, Yuasa Noriaki), né le 28 septembre 1933 et mort le 14 juin 2004, est un réalisateur japonais.

## Biographie
Noriaki Yuasa fait ses études à l'université Hōsei. Il a réalisé 17 films entre 1964 et 1996.

## Filmographie partielle

### Comme réalisateur
- 1965 : Gamera (大怪獣ガメラ, Daikaijū Gamera?)
- 1965 : Tōbō to okite (逃亡と掟?)
- 1967 : Gamera contre Gyaos (大怪獣空中戦 ガメラ対ギャオス, Daikaijū kūchūsen: Gamera tai Gyaosu?)
- 1968 : Gamera contre Viras (ガメラ対宇宙怪獣バイラス, Gamera tai uchū kaijū Bairasu?)
- 1968 : Hebi musume to hakuhatsuma (蛇娘と白髪魔?)
- 1969 : Gamera contre Guiron (ガメラ対大悪獣ギロン, Gamera tai daiakujū Giron?)
- 1970 : Gamera contre Jiger (ガメラ対大魔獣ジャイガー, Gamera tai daimajū Jaigā?), co-réalisé avec Bret Morrison
- 1970 : Boku wa gosai (ボクは五才?)
- 1971 : Juhyō ereji (樹氷悲歌?)
- 1971 : Gamera contre Zigra (ガメラ対深海怪獣ジグラ, Gamera tai shinkai kaijū Jigura?)
- 1980 : Gamera, le monstre de l'espace (宇宙怪獣ガメラ, Uchū kaijū Gamera?)

### Comme responsable des effets spéciaux
- 1966 : Gamera contre Barugon (大怪獣決闘 ガメラ対バルゴン, Daikaijū kettō: Gamera tai Barugon?) de Shigeo Tanaka